# Manokwari
Manokwari este un oraș situat în partea de est a Indoneziei, în peninsula Doberai, situată în vestul insulei Noua Guinee. Este reședința provinciei Papua de Vest.

## Orașe înfrățite
- Podgorica, Muntenegru
- Thimpu, Bhutan